# Магнетска аномалија
Магнетска аномалија или магнетна аномалија представља подручје на површини Земље на коме се измерене вредности и правац магнетног поља разликује у знатној мери од нормалних вредности остатку Земљине површине.
Интензитет Земљиног магнетног поља расте од екватора ка половима (северно од екватора су позитивног, а јужно негативног предзнака). Узрочници магнетних аномалија су најчешће магнетични минерали и стене које се налазе плитко испод површине земљине коре, а то могу бити магматске стене, магнетичне руде гвожђа и седиментне стене које садрже магнетит. Величина и облик аномалије зависе од величине и облика зона изграђених од магнетичних стена, као и од способности материјала да стварају локалну магнетизацију.
Магнетске аномалије, у зависности од величине територије које захватају и аномалије магнетног поља могу се поделити на континентална, регионална и локална.
- Континенталне магнетне аномалије - захватају области 10-100 хиљада квадратних километара. Везани су најчешће са магнетним материјалима у самом земљином језгру, који на одређен начин стижу до површине земље где се магнетизам мери.
- Регионални магнетне аномалије - захватају области до 10 хиљада квадратних километара.
- Локални магнетне аномалије - обухватају области од неколико стотина хектара до стотине квадратних километара. Везују се за структуру горње коре (нпр. депозити гвожђа које носе стене) или специфичну магнетизацију површинских стена (нпр. магнетизације због удара грома).

Осим магнетке аномалије на половима Земље, најпознатија су Курска магнетна аномалија, Бразилска магнетна аномалија и Полосовска магнетна аномалија.